# 广东南雄中学
廣東南雄中學是中華人民共和國廣東省南雄市的一所中學，前身為1765年創建的道南書院，1906年改為新式學堂；1912年，改為「廣東省立南雄中學」；1924年，改為「廣東省立第六中學」；1934年，改為「廣東省立南雄中學」；1951年定名為「廣東南雄中學」。2007年成為首批「廣東省國家級示範性普通高中」。